# Florian Escales
Pour les articles homonymes, voir Escales.
Florian Escales, né le 3 février 1996 à Aix-en-Provence, est un footballeur français évoluant au poste de gardien de but au FC Annecy.

## Biographie

### En club

#### Formation et débuts à l'OM
Né à Aix-en-Provence, Florian Escales commence le football en 2002 à l'Entente Sportive Bassin Minier à Cadolive (Bouches-du-Rhône),.
En 2004, à l'âge de 8 ans, il rejoint l'Olympique de Marseille et joue avec toutes les catégories des jeunes. En juillet 2016, il signe son premier contrat pro avec le club phocéen. Avec le départ de Steve Mandanda, Florian Escales fait office de troisième gardien derrière Yohann Pelé et Brice Samba pour la saison 2016-2017. L'année suivante, Mandanda revient au club et Samba s'en va, il reste numéro trois dans la hiérarchie des gardiens, derrière Pelé et devant Romain Cagnon. Le 13 décembre 2018, il joue son premier et unique match pro avec l'OM en Ligue Europa contre le club chypriote d'Apollon Limassol au stade Vélodrome (défaite 3-1),,.  

#### Rebond en National et montée en Ligue 2
En juin 2019, il s'engage pour une durée de deux saisons avec le Stade lavallois, club évoluant en National. Il joue son premier match avec sa nouvelle équipe en affrontant Le Puy Foot (victoire 1-0). Son adaptation est difficile et il est parfois mis sur la touche en raison de performances jugées décevantes.
En juin 2020, Florian Escales signe au FC Bastia-Borgo, club également de National,. Au mercato estival de 2021 il rejoint le FC Annecy alors pensionnaire de National 1. Lors de cette saison il aidera le club à se hisser à la deuxième place synonyme de montée en Ligue 2.

### En sélection

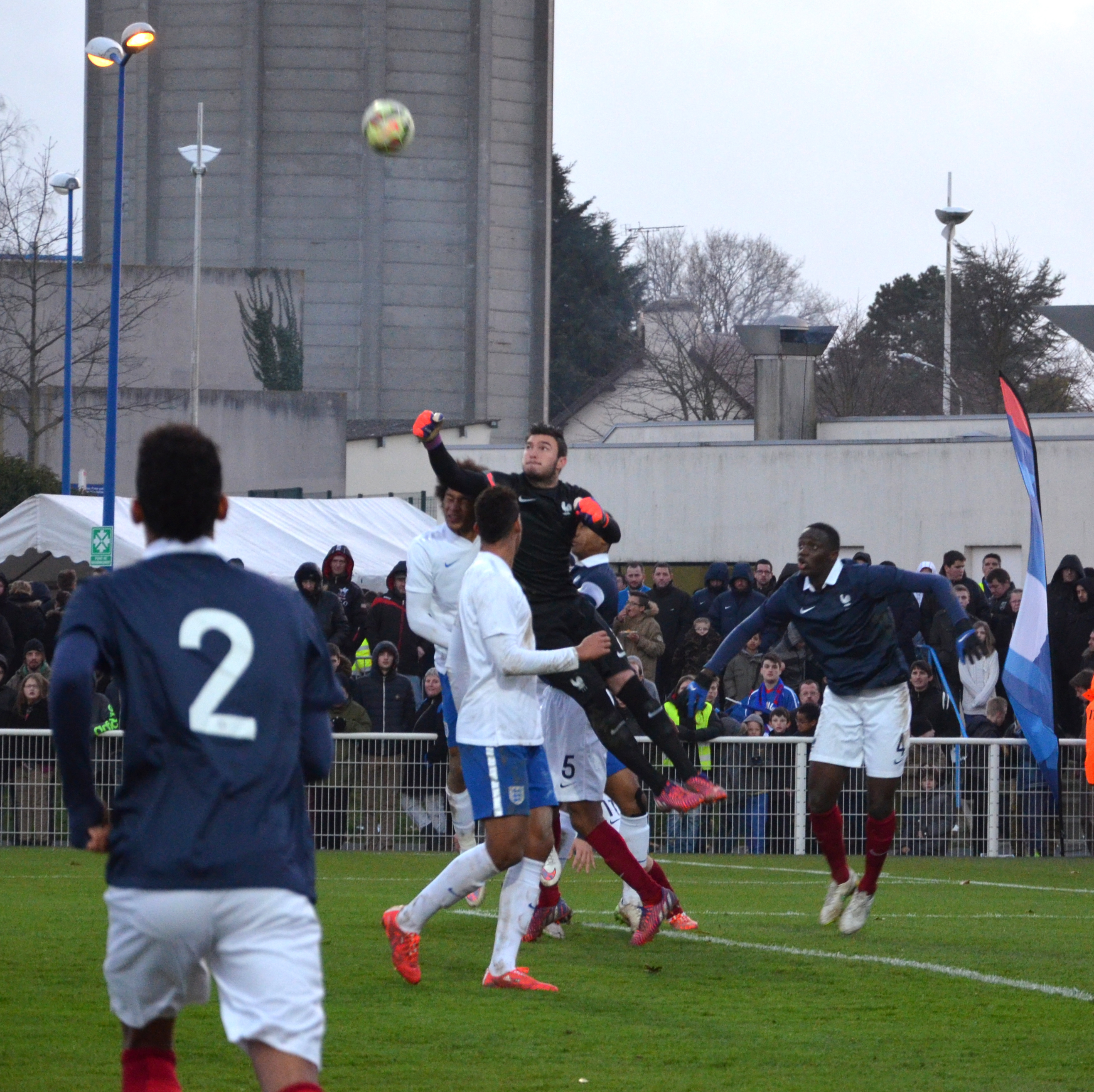
Dégagement du poing de Florian Escales lors du Tour élite de l'Euro U19 2015.

De 2011 à 2017, Florian Escales est sélectionné dans toutes les équipes de France jeunes (U16, U17, U18, U19, U20 et espoirs). En juillet 2015, il participe avec la France des moins de 19 ans au championnat d'Europe, en tant que gardien titulaire. Son équipe est éliminée en demi-finale par l'Espagne (score 2-0), futur vainqueur de la compétition,. En 2016 il est finaliste du Tournoi de Toulon avec l'équipe de France U20. Le 8 juin 2017, il honore sa première sélection avec l'équipe de France espoirs en affrontant le Cameroun espoirs en match amical, au stade Dominique-Duvauchelle de Créteil (victoire 3-1),. Il obtient au total 43 capes sous le maillot bleu.

## Statistiques
| Saison                | Club                   | Championnat           | Championnat | Championnat | Coupe(s) nationale(s) | Coupe(s) nationale(s) | Compétition(s) continentale(s) | Compétition(s) continentale(s) | Compétition(s) continentale(s) | Total | Total |
| Saison                | Club                   | Division              | M.          | B.          | M.                    | B.                    | Comp.                          | M.                             | B.                             | M.    | B.    |
| 2018-2019             | Olympique de Marseille | Ligue 1               | -           | -           | -                     | -                     | C3                             | 1                              | 0                              | 1     | 0     |
| 2019-2020             | Stade lavallois        | National              | 17          | 0           | 3                     | 0                     | -                              | -                              | -                              | 20    | 0     |
| 2020-2021             | FC Bastia-Borgo        | National              | 33          | 0           | -                     | -                     | -                              | -                              | -                              | 33    | 0     |
| 2021-2022             | FC Annecy              | National              | 34          | 0           | -                     | -                     | -                              | -                              | -                              | 34    | 0     |
| 2022-2023             | FC Annecy              | Ligue 2               | 34          | 0           | -                     | -                     | -                              | -                              | -                              | 34    | 0     |
| 2023-2024             | FC Annecy              | Ligue 2               | 34          | 0           | -                     | -                     | -                              | -                              | -                              | 34    | 0     |
| 2024-2025             | FC Annecy              | Ligue 2               | 34          | 0           | -                     | -                     | -                              | -                              | -                              | 34    | 0     |
| 2025-2026             | FC Annecy              | Ligue 2               | 1           | 0           | -                     | -                     | -                              | -                              | -                              | 1     | 0     |
| Sous-total            | Sous-total             | Sous-total            | 137         | 0           | -                     | -                     | -                              | -                              | -                              | 137   | 0     |
| Total sur la carrière | Total sur la carrière  | Total sur la carrière | 187         | 0           | 3                     | 0                     | -                              | 1                              | 0                              | 191   | 0     |

Florian Escales a joué un match de coupe d'Europe en carrière, contre l'Apollon Limassol le 13 décembre 2018 en phases de poules d'Europa League.